# Górskie Ochotnicze Pogotowie Ratunkowe

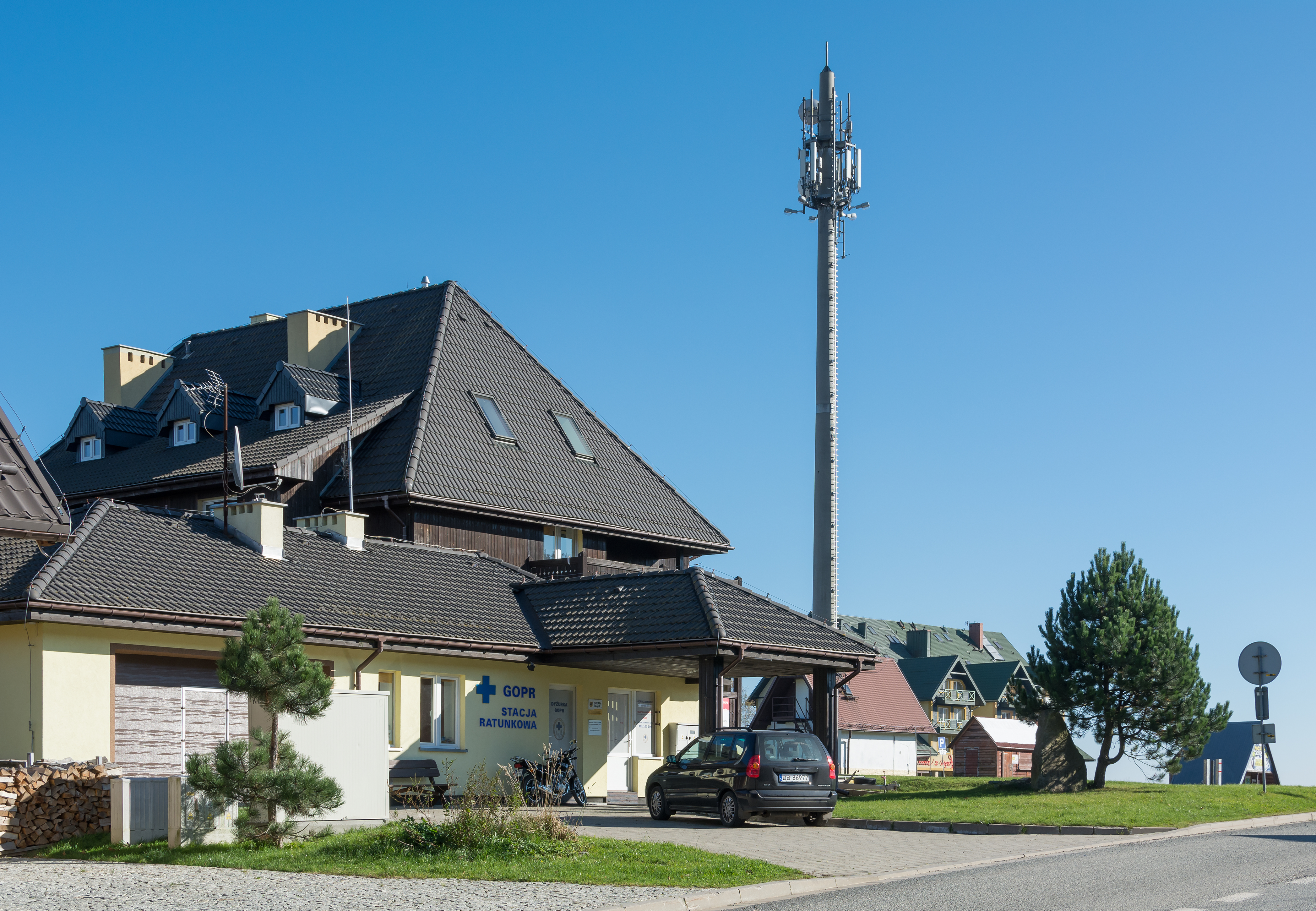
Stacja ratunkowa GOPR w Zieleńcu

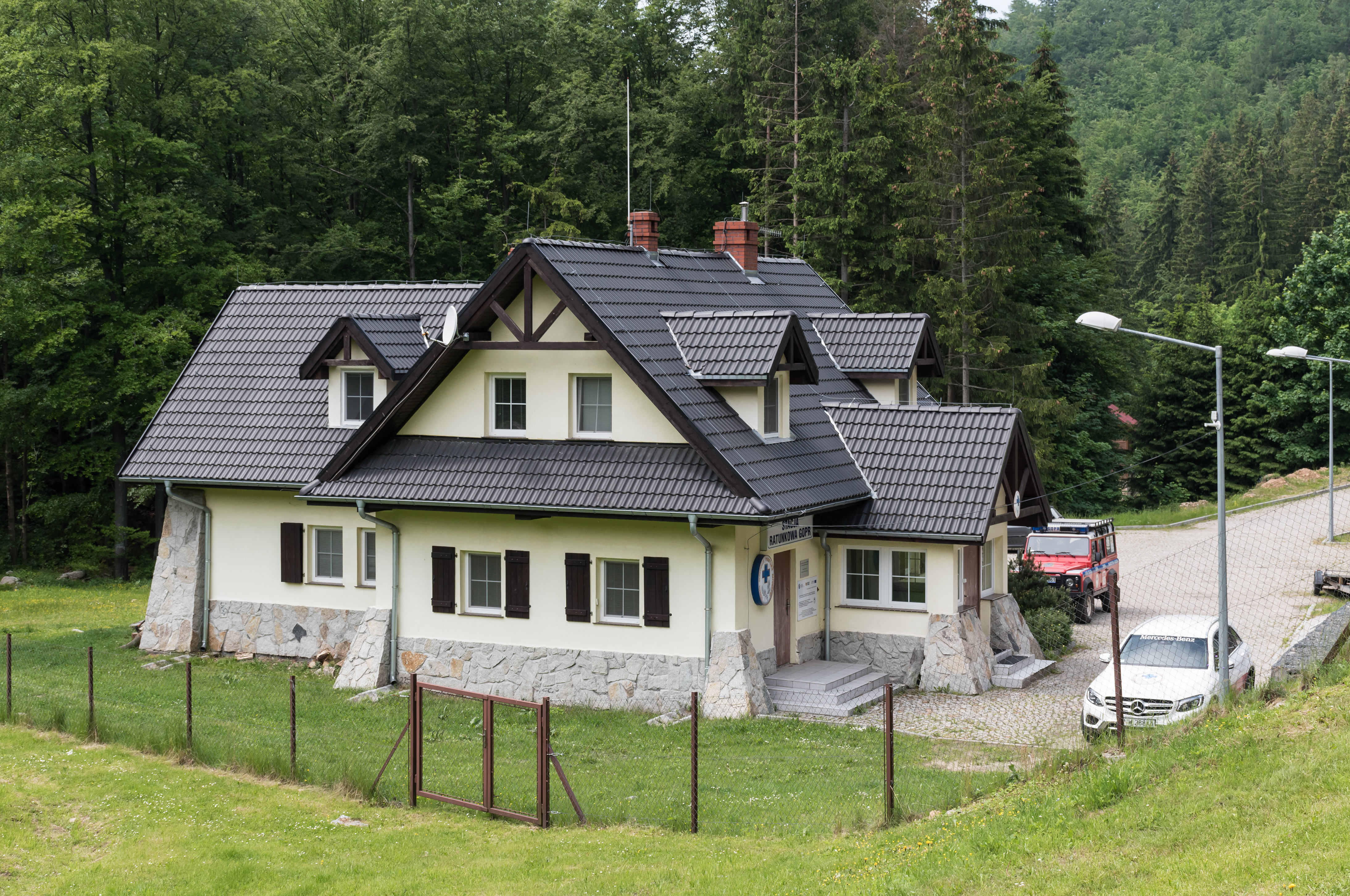
Stacja ratunkowa GOPR w Międzygórzu

Górskie Ochotnicze Pogotowie Ratunkowe (GOPR) – organizacja prowadząca akcje ratownicze, szkolenia i zapobiegająca wypadkom na terenach górskich Polski.

## Historia
Powstało w 1952 roku w Zakopanem z inicjatywy Tatrzańskiego Ochotniczego Pogotowia Ratunkowego. 15 września tego roku przyjęty został regulamin i określona struktura GOPR. Pierwszym prezesem został Stefan Zwoliński. W tym roku została utworzona charakterystyczna odznaka ratowników GOPR. Utworzono wkrótce wtedy następujące oddziały: Beskidzkie Ochotnicze Pogotowie Ratunkowe, Krynickie Ochotnicze Pogotowie Ratunkowe, Sudeckie Ochotnicze Pogotowie Ratownicze. Po czterech latach działalności opracowano nowy regulamin GOPR, w którym w miejsce dotychczasowych sekcji terenowych powołano następujące grupy regionalne: Grupę Tatrzańską (Zakopane), Grupę Beskidzką (Bielsko-Biała), Grupę Krynicką (Krynica) i Grupę Rabczańską z siedzibą w Rabce. W 1961 roku powstała grupa bieszczadzka z siedzibą w Sanoku. W tym czasie rozpoczęto składanie przysięgi, co dotychczas praktykowano jedynie w grupie tatrzańskiej. W 1968 roku GOPR zostało członkiem zwyczajnym ICAR – Międzynarodowego Komitetu Ratownictwa Alpejskiego. Na początku lat 70 XX w. GOPR wprowadziło system łączności radiowej, a w 1975 roku – współpracę z lotnictwem sanitarnym. W 1976 roku grupa sudecka została rozbita na karkonoską i wałbrzysko-kłodzką. W 1990 roku ratownicy tatrzańscy wystąpili ze struktur GOPR, wracając do formuły niezależnego stowarzyszenia – Tatrzańskiego Ochotniczego Pogotowia Ratunkowego. W 2012 roku GOPR odznaczono Medalem Honorowym im. Józefa Tuliszkowskiego.

## GOPR dzisiaj

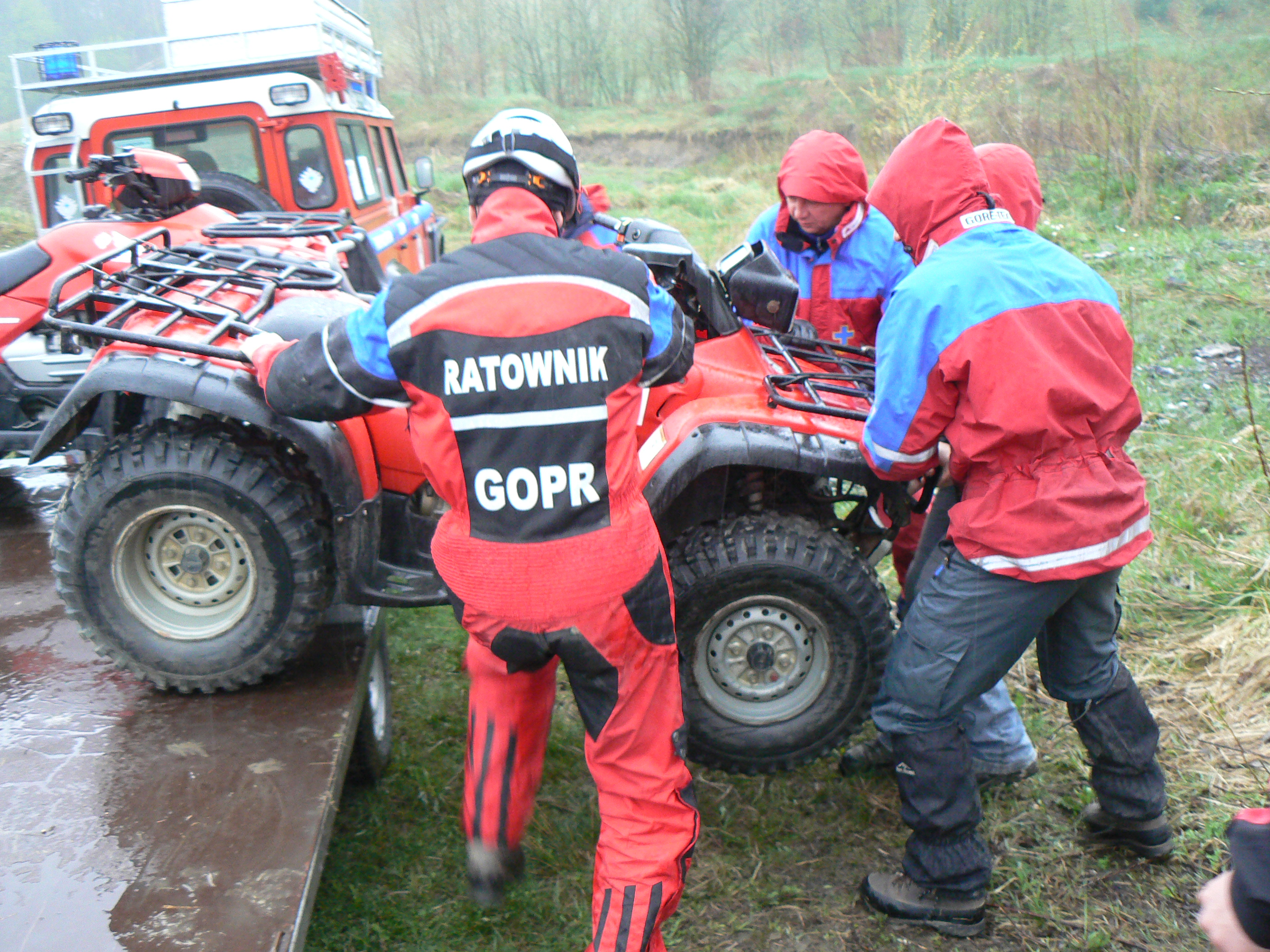
Ratownicy GOPR podczas szkolenia

Obecnie GOPR, tak jak działający niezależnie TOPR, jest organizacją zamkniętą. Aby zostać ratownikiem GOPR, trzeba mieć odpowiedni wiek (18–35 lat), przejść dwuletni staż kandydacki, intensywne szkolenie oraz testy i egzaminy kwalifikacyjne, które sprawdzają nie tylko umiejętności teoretyczne takie jak wiedza medyczna oraz topografia terenu, ale także kondycję fizyczną, umiejętność jazdy na nartach itp. oraz zdać egzamin.
Ratownicy GOPR na zmiany pełnią całodobowe dyżury, całorocznie w swoich stacjach ratunkowych. Umieszczone są zazwyczaj przy schroniskach, większych stacjach narciarskich oraz miejscach wytężonego ruchu turystycznego. Ratownicy korzystają z nowoczesnego sprzętu ratowniczego, który znacznie usprawnia ich pracę, takiego jak samochody terenowe, quady, skutery śnieżne, detektory lawinowe, nawigacja satelitarna, radiostacje itp. Ratownicy posiadają również przeszkolenie z ratownictwa wodnego z uwzględnieniem górskich rzek a stację ratunkową GOPR w Szczawnicy wyposażono również w ponton służący do przeprowadzania akcji ratowniczych w górskim odcinku biegu Dunajca.
GOPR wykorzystuje także specjalnie szkolone psy ratownicze do poszukiwań osób, np. zasypanych śniegiem z lawiny.
Ratowników GOPR można rozpoznać dzięki charakterystycznym strojom – czerwonym lub czerwono-niebieskim polarom, kurtkom, spodniom. Na stroju widnieje owalny symbol z błękitnym krzyżem pośrodku lub / oraz sam krzyż bezpośrednio na ubraniu wraz z podpisem GOPR.
Górskie Ochotnicze Pogotowie Ratunkowe składa się z 7 grup regionalnych:
- Bieszczadzkiej
- Krynickiej
- Podhalańskiej
- Jurajskiej
- Beskidzkiej
- Sudeckiej
- Karkonoskiej

W końcu 2016 GOPR liczyło 102 ratowników zawodowych i 896 ochotników, a w 2020 123 ratowników zawodowych i 824 ochotników.
W okresie od 24 czerwca do 31 sierpnia 2017 GOPR interweniowało 614 razy, a w 2020 roku wykonało 1880 akcji (w tym 105 z udziałem śmigłowca).

## Przyrzeczenie ratownicze
Dobrowolnie przyrzekam pod słowem honoru, że póki zdrów będę, na każde wezwanie Naczelnika lub Jego Zastępcy – bez względu na porę roku, dnia i stan pogody – stawię się w oznaczonym miejscu i godzinie i udam się w góry celem niesienia pomocy ludziom jej potrzebującym. Postanowienia statutu GOPR będę przestrzegał ściśle, polecenia Naczelnika, jego zastępców, kierowników wypraw i akcji będę wykonywał rzetelnie, pamiętając, że od mego postępowania zależy zdrowie i życie ludzkie. W pełnej świadomości przyjętych na siebie trudnych obowiązków i na znak dobrej woli, powyższe przyrzeczenie przez podanie ręki Naczelnikowi potwierdzam.